# Премудрости Исуса сина Сирахова
Премудрости Исуса сина Сирахова (хебр. חכמת בן סירח; грч. Σοφία ᾿Ιησοῦ Υἱοῦ Σιράχ) је мудросна књига Светог Писма Старог завета. Припада девтероканонским књигама, које су неканонске за Јевреје и већину протестаната. Остали називи под којима је позната су Премудрости Сирахове, Књига Сирахова и Сирах.
Изворник је у Јерусалиму око 290. п. н. е. на хебрејском написао Исус син Сирахов, а грчки превод је урадио његов унук око 230. године п. н. е. у Александрији. Књига Сирахова доноси збирку мудросних изрека које на поучан и моралистички начин подстичу на добро понашање и беспрекоран верски живот.
Има 51 поглавље, а састоји се од мудрих изрека, савета, хвалоспева, молитви и поука везаних за ситуације из свакодневног живота. Аутор је желео да сачува духовну баштину свог народа. У то време долази до упознавања Јевреја с хеленистичком културом, према којој је аутор отворен и спомиње позитивне примере те друге културе. Упозорио је на негативне појаве у друштву и подстицао вернике да поштују Закон Свевишњега и да се не стиде вере. Син Сирахов се осврће и на библијску историју, спомиње Давида и Соломона.
До 12. века, изгубио се хебрејски изворник. Две трећине хебрејске књиге су пронађене у Каиру 1896. године, а значајни фрагменти јеврејског оригинала пронађени су још и у Кумрану и Масади. Књигу признају православни, католици и мањи број протестаната. Не налази се у јеврејском библијском канону, али се цитира у Талмуду и рабинској литератури.
У првим хришћанским заједницама, књига је била веома омиљена. Уврштена је заједно с осталим девтероканонским књигама у Свето писмо на црквеним саборима у Хипону 393. године и у Картагини 397. године.
У српским штампаним издањима Библије која садрже девтероканонски корпус књига, она се налази између Песме над песмама и Књиге пророка Исаије.
Књига сама по себи представља најобимнију античку мудросну књигу која је успела да се сачува до сасвременог доба.

## Структура
Као и код других књига мудрости, у Сираху нема лако препознатљиве структуре. Упркос томе, кроз Књигу се провлаче одређене теме које се поново појављују на различитим местима. „The New Oxford Annotated Apocrypha” препознаје десет главних тема које се понављају:
1. Стварање (16:24–17:24, 18:1–14; 33:7–15; 39:12–35; и 42:15–43:33);
2. Смрт (11:26–28; 22:11–12; 38:16–23; и 41:1–13);
3. Пријатељство (6:5–17; 9:10–16: 19:13–17; 22:19–26: 27:16–21; и 36:23–37:15);
4. Срећа (25:1–11; 30:14–25; и 40:1–30);
5. Част и срамота (4:20–6:4; 10:19–11:6; и 41:14–42:8);
6. Новац (3:30–4:10; 11:7–28; 13:1–14:19; 29:1–28; и 31:1–11);
7. Грех (7:1–17; 15:11–20; 16:1–17:32; 18:30–19:3; 21:1–10; 22:27–23:27; и 26:28–28 :7);
8. Праведност друштва (4:1–10; 34:21–27; и 35:14–26);
9. Говорништво (5:6,9-15; 18:15–29; 19:4–17; 20:1–31; 23:7–15; 27:4–7; 27:11–15; и 28:8 –26) и
10. Жене (9:1–9; 23:22–27; 25:13–26:27; 36:26–31; и 42:9–14).[8]

## Значај књиге у хришћанству
Садржај Књиге Сирахове хришћани су од давнина сматрали веома поучном за оне који трагају за лекцијама мудрости и побожности. Оци Цркве су често користили изразе мудрог Исуса сина Сираховог као потврду својих учитељских мисли. У апостолском канону 85, младићима се саветује да проучавају „Премудрост ученог Сираха”. У 39. Васкршњој посланици Св. Атанасија Александријског, Књига Премудрости Исуса сина Сираховог одређена је за поучно читање од стране катихумена. Свети Јован Дамаскин је назива „лепом и веома корисном” књигом.
Велику важност књизи је придавао и Мартин Лутер, који је написао:
| „ | корисна за народ, пошто је њен циљ – да учини грађанина или домаћина богобојажљивим, побожним и мудрим | ” |